# ماجراهای ایکابد و آقای تاد
ماجراهای ایکابد و آقای تاد (انگلیسی: The Adventures of Ichabod and Mr. Toad) یک پویانمایی بلند از نوع موسیقایی و خیال پردازانه (فانتزی) است که در سال ۱۹۴۹ منتشر شده است. کارگردانان این پویانمایی جک کینی، کلاید جرونیمی و جیمز آلگار هستند.